# Santo Antônio Pousalegre
Santo Antônio Pousalegre é um distrito do município de Boa Esperança, no Espírito Santo . O distrito possui  cerca de 2 500 habitantes e está situado na região norte do município .